# The Wall Live in Berlin

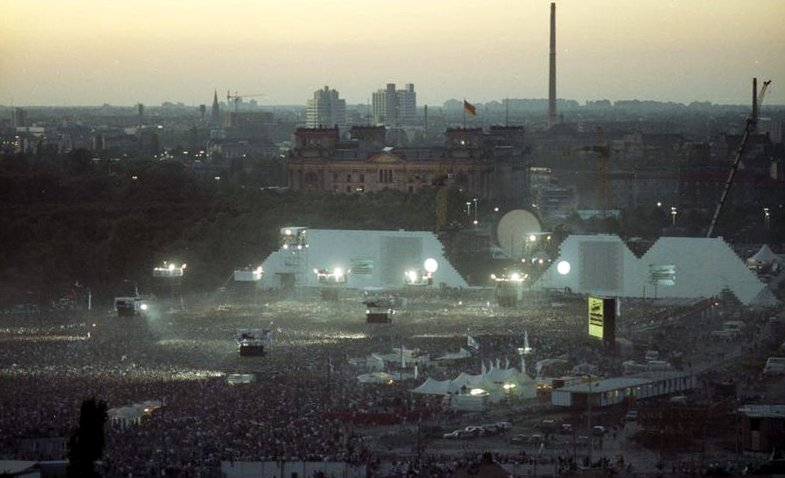
Scena widowiska

The Wall Live in Berlin – koncert,  który odbył się 21 lipca 1990 roku na Placu Poczdamskim w Berlinie dla uczczenia upadku Muru Berlińskiego.
Widowisko oparte na muzyce z albumu The Wall miało charakter pacyfistyczno-charytatywny i transmitowane było drogą satelitarną do 35 państw (na żywo koncert pokazywany był również w Polsce). Dochód z imprezy jak i późniejszych nagrań płytowych przekazany został World War Memorial Fund for Disaster Relief. Na koncercie zjawiło się z biletami ponad 200 tys. ludzi, a tuż przed rozpoczęciem widowiska otwarto bramy co powiększyło widownię o liczbę od 100 do 500 tys. ludzi (różne statystyki).
Wraz z twórcą widowiska Rogerem Watersem, wykonawcami byli zaproszeni goście, m.in.: Scorpions, Ute Lemper, Cyndi Lauper, Sinéad O’Connor, Joni Mitchell, Bryan Adams, Van Morrison.

## Lista utworów i wykonawców w kolejności chronologicznej
- In the Flesh? – Scorpions
- The Thin Ice – Ute Lemper & Roger Waters & orkiestra i chór Berlińskiej Radiowej Orkiestry Symfonicznej
- Another Brick in the Wall (Part 1) – Roger Waters; solówka saksofonowa – Garth Hudson
- The Happiest Days of Our Lives – Roger Waters
- Another Brick in the Wall (Part 2) – Cyndi Lauper; solówka gitarowa – Rick DiFonzo & Snowy White, solówka na syntezatorze Thomas Dolby
- Mother – Sinéad O’Connor & The Band; akordeon Garth Hudson, śpiew Rick Danko & Levon Helm; instrumenty akustyczne The Hooters
- Goodbye Blue Sky – Joni Mitchell & Berlińska Radiowa Orkiestra Symfoniczna, flet – James Galway
- Empty Spaces/What Shall We Do Now? – Bryan Adams & Roger Waters & orkiestra i chór Berlińskiej Radiowej Orkiestry Symfonicznej[2]
- Young Lust – Bryan Adams, solówka gitarowa – Rick DiFonzo & Snowy White
- One of My Turns – Jerry Hall (wstęp), Roger Waters
- Don't Leave Me Now – Roger Waters
- Another Brick in the Wall (Part 3) – Roger Waters & Berlińska Radiowa Orkiestra Symfoniczna
- Goodbye Cruel World – Roger Waters
- Hey You – Paul Carrack
- Is There Anybody Out There? – Berlińska Radiowa Orkiestra Symfoniczna; gitary klasyczne Rick DiFonzo & Snowy White
- Nobody Home – Roger Waters & Berlińska Radiowa Orkiestra Symfoniczna, solówka gitarowa – Snowy White
- Vera – Roger Waters & Berlińska Radiowa Orkiestra Symfoniczna
- Bring the Boys Back Home – Berlińska Radiowa Orkiestra Symfoniczna & Marching Band of the Combined Soviet Forces
- Comfortably Numb – Van Morrison, Roger Waters & The Band & Berlińska Radiowa Orkiestra Symfoniczna, solówka gitarowa – Rick DiFonzo & Snowy White
- In the Flesh – Roger Waters, Scorpions, Berlińska Radiowa Orkiestra Symfoniczna,
- Run Like Hell – Roger Waters
- Waiting for the Worms – Roger Waters & Berlińska Radiowa Orkiestra Symfoniczna
- Stop – Roger Waters
- The Trial – Berlińska Radiowa Orkiestra Symfoniczna, wespół z:
  - Tim Curry jako Prokurator
  - Thomas Dolby jako Nauczyciel
  - Ute Lemper jako Żona
  - Marianne Faithfull jako Matka
  - Albert Finney Jako Sędzia
- The Tide is Turning (z Live Aid) – (Roger Waters, Joni Mitchell, Cyndi Lauper, Bryan Adams, Van Morrison i Paul Carrack) & Berlińska Radiowa Orkiestra Symfoniczna